# Рузавин, Андрей Викторович
Рузавин Андрей Викторович (род. 28 марта 1986) — российский легкоатлет, который специализируется в спортивной ходьбе на 20 километров. Мастер спорта международного класса. Чемпион России (2012, 2013). Серебряный (2009, 2011) и бронзовый (2010) призер чемпионатов России. Серебряный (20013 — 20 км) и бронзовый (2008, 2009, 2011 — 35 км) призер зимних чемпионатов России. Бронзовый призер Кубка мира (2014). Победитель Всемирной Универсиады (2013 — команда).
Выступал на чемпионате мира 2013 года в Москве, где занял 49-е место — 1:32.45.

## Из биографии
Выпускник Мордовского государственного университета имени Н. П. Огарева. Является воспитанником Центра олимпийской подготовки Республики Мордовия по спортивной ходьбе имени Чегина. В данный момент проживает в Саранске.

## Спортивные достижения[3]

#### 2005
| 21.07.05-24.07.05, 18 Юниорский чемпионат Европы — Каунас, Литва  | 10.000 м/х | Финал | 1 | 39:28:45 |  |
| 21.05.05, 6 Кубок Европы по спортивной ходьбе — Мишкольц, Венгрия | 10 км/х    | Финал | 1 | 39:57    |  |

#### 2006
| 03.06.06-04.06.06, Чемпионат России по спортивной ходьбе. Чемпионат России по марафону. — Саранск, Россия | 20 км/х | Финал | 4 | 1:24:24 |

#### 2007
| 20.05.07, Кубок Европы по спортивной ходьбе — Лемингтон, Великобритания                                                                                          | 20 км/х | Финал | 34 | 1:26:23 |  |
| 17.02.07, Чемпионат и первенство России среди молодежи (85-87 гг.р.), юниоров (88-89 гг.р.), юношей и девушек (90-91 гг.р.) по спортивной ходьбе — Адлер, Россия | 20 км/х | Финал | 4  | 1:20:07 |  |

#### 2008
| 10.05.08-11.05.08, 23-й Кубок мира по спортивной ходьбе — Чебоксары, Россия | 50 км/х | Финал |   | DNF     |  |
| 23.02.08-24.02.08, Чемпионат по спортивной ходьбе — Адлер, Россия           | 35 км/х | Финал | 3 | 2:27:59 |  |

#### 2009
| 19.09.09, Финал Вызова ИААФ по спортивной ходьбе — Саранск, Россия                        | 10 км/х | Финал | 1  | 38:17   |  |
| 07.07.09-12.07.09, Всемирная Универсиада — Белград, Сербия                                | 20 км/х | Финал | 2  | 1:21:08 |  |
| 13.06.09-14.06.09, Чемпионат и первенства России по спортивной ходьбе — Чебоксары, Россия | 20 км/х | Финал | 2  | 1:23:57 |  |
| 24.05.09, Кубок Европы по спортивной ходьбе — Мец, Франция                                | 20 км/х | Финал | 19 | 1:31:28 |  |
| 28.02.09-01.03.09, Чемпионат России по спортивной ходьбе — Адлер, Россия                  | 35 км/х | Финал | 3  | 2:25:19 |  |

#### 2010
| 12.06.10-13.06.10, Чемпионат и первенства России по спортивной ходьбе — Чебоксары, Россия | 20 км/х | Финал | 3  | 1:22:26 |  |
| 15.05.10-16.05.10, 24-й Кубок мира по спортивной ходьбе — Чиуауа, Мексика                 | 20 км/х | Финал | 38 | 1:29:22 |  |
| 20.02.10-21.02.10, Чемпионат и первенства России по спортивной ходьбе — Адлер, Россия     | 20 км/х | Финал | 4  | 1:21:01 |  |

#### 2011
| 16.08.11-21.08.11, Универсиада — Шэньчжэнь, Китай                                       | 20 км/х | Финал | 17 | 1:30:38 |  |
| 11.06.11-12.06.11, Чемпионат и первенства России по спортивной ходьбе — Саранск, Россия | 20 км/х | Финал | 3  | 1:21:09 |  |
| 26.02.11-27.02.11, Чемпионат и первенства России по спортивной ходьбе — Сочи, Россия    | 35 км/х | Финал | 4  | 2:28:17 |  |

#### 2012
| 10.06.12-11.06.12, Чемпионат и первенства России по спортивной ходьбе — Москва, Россия | 20 км/х | Финал | 2 | 1:20:48 |  |
| 12.05.12-13.05.12, Кубок мира по спортивной ходьбе — Саранск, Россия                   | 20 км/х | Финал | 6 | 1:20:37 |  |
| 18.02.12-19.02.12, Чемпионат и первенства России по спортивной ходьбе — Сочи, Россия   | 20 км/х | Финал | 1 | 1:17:47 |  |

#### 2013
| 10.08.13-18.08.13, 14-й чемпионат мира ИААФ по легкой атлетике — Москва, Россия      | 20 км/х | Финал | 49 | 1:32:45 |  |
| 07.07.13-12.07.13, Всемирная Универсиада — Казань, Россия                            | 20 км/х | Финал | 4  | 1:22:12 |  |
| 08.06.13, Чемпионат и первенства России по спортивной ходьбе — Чебоксары, Россия     | 20 км/х | Финал | 1  | 1:19:08 |  |
| 19.05.13, 10-й Кубок Европы по спортивной ходьбе — Дудинце, Словакия                 | 20 км/х | Финал | 15 | 1:24:11 |  |
| 23.02.13-24.02.13, Чемпионат и первенства России по спортивной ходьбе — Сочи, Россия | 20 км/х | Финал | 2  | 1:19:06 |  |

#### 2014
| 03.05.14-04.05.14, Кубок мира по спортивной ходьбе — Тайцан, Китай                   | 20 км/х  | Финал | 3 | 1:18:59  |  |
| 22.03.14-23.03.14, Чемпионат и первенства России по спортивной ходьбе — Сочи, Россия | 20 км/х  | Финал | 4 | 1:21:47  |  |
| 30.01.14, Всероссийские соревнования «Кубок Самарской Губернии» — Самара, Россия     | 5000 м/х | Финал | 1 | 18:15.54 |  |
| 11.01.14, Кубок Главы Чувашской республики М. В. Игнатьева — Новочебоксарск, Россия  | 5000 м/х | Финал | 1 | 18:26.51 |  |

## Дисквалификация
17 марта стало известно, что Андрей Рузавин дисквалифицирован на 2,5 года за употребление допинга. Срок дисквалификации с 9 октября 2014 года до 8 апреля 2017 года. ВФЛА аннулировала все результаты спортсмена, показанные в период: с 18 декабря 2011 года — 18 февраля 2012 г., 13 сентября 2013 года — 13 ноября 2013 года. Так, ходок будет лишен титула чемпиона России 2012 г. в ходьбе на 20 км, завоеванный спортсменом 18 февраля.

## Награды
- Почетная грамота Президента Российской Федерации (19 июля 2013 года)
- Благодарность Президента Российской Федерации (9 января 2012) — за заслуги в развитии физической культуры и спорта, высокие спортивные достижения на XXVI Всемирной летней Универсиаде 2011 года в городе Шеньжене (Китай)[6]